# Miloš Fikejz
Miloš Fikejz (11. října 1959 Vysoké Mýto – 15. ledna 2019 Praha) byl český filmový knihovník, encyklopedista, publicista a fotograf.

## Život
Po maturitě na vysokomýtském gymnáziu absolvoval nástavbové studium na střední knihovnické škole v Praze. Od roku 1981 působil jako odborný knihovník Národního filmového archivu (dříve Československého filmového ústavu) v Praze.
Od poloviny 80. let 20. století publikoval odborné texty a fotografie v různých filmových periodikách – např. časopisy Film a doba, Záběr, Kino, Filmový přehled. Své portrétní snímky českých i zahraničních uměleckých a kulturních osobnosti zejména z oblasti filmu, literatury, divadla a hudby prezentoval na několika vlastních i kolektivních výstavách doma i v zahraničí. Nejčastěji zveřejňované jsou dokumentární portréty Václava Havla z let 1987–1989 a amerického herce Leonarda DiCapria z karlovarského festivalu 1994.
Od počátku 90. let se věnoval hlavně vlastním i kolektivním encyklopedickým projektům. Je autorem dvousvazkového Slovníku zahraničních filmových herců konce XX. století (2002) a třísvazkového slovníku Český film: Herci a herečky (2006, 2007, 2008).

## Dílo (výběr)

### Vlastní tvorba
- 1984 Fred Astaire. Praha, Čs. filmový ústav
- 1986 Dustin Hoffman.Praha, Čs. filmový ústav
- 1988 Francis Ford Coppola.Praha, Čs. filmový ústav
- 1988 Směšné lásky Woodyho Allena. Praha, J-Klub
- 1996 Filmoví herci současnosti – 640 profilů zahraničních herců, Praha, Cinema – v roce 1998 také vyšlo na CD-ROM
- 2002 Slovník zahraničních filmových herců konce XX. století, Praha, Volvox Globator – v roce 2003 vyšlo také na CD-ROM
- 2006 Herci a herečky 1. díl A – K, Praha, Libri (slovník)
- 2007 Herci a herečky 2. díl L – Ř, Praha, Libri (slovník)
- 2008 Herci a herečky 3. díl S – Ž, Praha, Libri (slovník)
- 2011 Český film - Herci a herečky, Praha, Libri (znalostní internetová databáze)

### Ediční spolupráce na sbornících a biografiích
- 1989 Pavel Juráček v krajině vlídných bludiček, Praha, Jonáš klub
- 2001 Pavel Juráček. Postava k podpírání, Praha, Havran
- 2011 Otakar Vávra – 100 let, Praha, Millennium Publishing, Novela Bohemica
- 2012 Alena Prokopová: Eva Zaoralová – Život s filmem Praha, Novela Bohemica
- 2016 Michel Ciment: Pas do Hollywoodu, Praha, Limonádový Joe

### Autor jednotlivých slovníkových hesel o českém a světovém filmu
- 1996–2001 Všeobecná encyklopedie Diderot, Praha, Nakladatelský dům OP
- 1999 Český biografický slovník XX. století, Praha-Litomyšl, Paseka
- 2004 Biografický slovník českých zemí, Praha, Libri
- 2006 Ottova encyklopedie Česká republika, Praha, Ottovo nakladatelství
- 2008 Osobnosti Česko, Praha, Ottovo nakladatelství
- 2009 Režiséři – dokumentaristé, Praha, Libri (slovník)

### Ostatní
Redakce různé filmové literatury a festivalových katalogů – např. MFF Karlovy Vary, Febiofest, Finále Plzeň, Letní filmová škola

## Fotografická dokumentace
Zde se jedná především o portrétování různých osobností z oblasti kultury, zejména však o fotografie filmových tvůrců a osobností s filmem spojených.

### Samostatné výstavy
- Praha – 1990, 1999, 2000, 2005, 2014 (Chvalský zámek)
- Paříž – 1990
- Uherské Hradiště – 1996, 2000
- Nový Bor – 1997
- Znojmo – 1997
- Moskva – 1998
- Plzeň – 1999, 2007
- Rumburk – 2000
- Brno – 2000
- Budapešť – 2004
- Sedlčany – 1990, 2013